# Bisdom Dassa-Zoumé

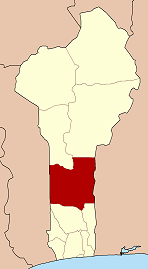
Het bisdom binnen Benin

Het bisdom Dassa-Zoumé (Latijn: Dioecesis Dassana-Zumensis) is een rooms-katholiek bisdom in Benin. Het bisdom met zetel in de stad Dassa-Zoumè maakt onderdeel uit van de kerkprovincie Cotonou. Het werd opgericht in 1995 door afsplitsing van het bisdom Abomey.
Het bisdom heeft een oppervlakte van 13.931 km² en valt samen met het departement Collines. In 2021 telde het bisdom ongeveer 374.000 katholieken op een totale bevolking van 736.000, of 50,9% van de bevolking. Het bisdom telde toen 48 parochies bediend door 70 diocesane priesters. Sinds 2024 is het bisdom via een jumelage verbonden met het Franse bisdom Gap-Embrun. Dit houdt onder andere in dat Beninse priesters van het bisdom kunnen gedelegeerd worden naar het Franse bisdom om daar het priestertekort te helpen opvangen.
In 1954 werd het mariaal bedevaartsoord Notre-Dame d'Arigbo gesticht in Dassa-Zoumè door bisschop Louis Parisot van Ouidah. Dit is uitgegroeid tot het belangrijkste bedevaartsoord van Benin met een Mariagrot en een basiliek.

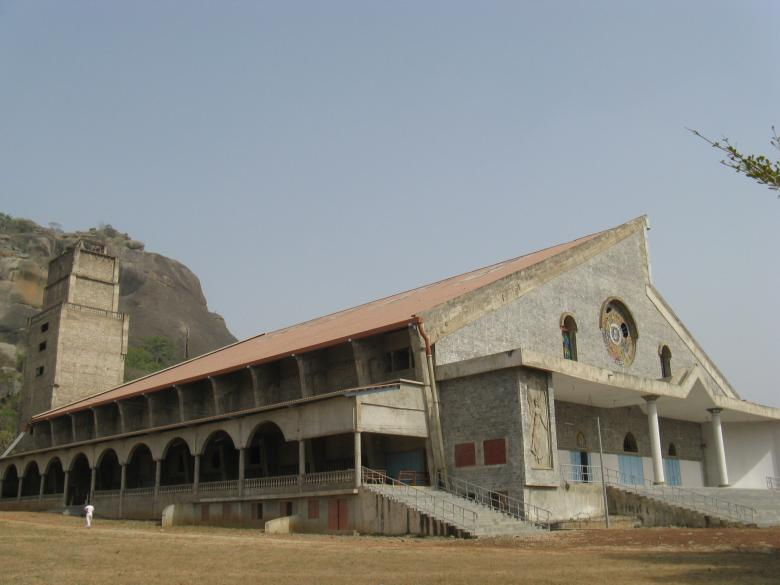
Basiliek Notre-Dame d'Arigbo

## Bisschoppen
- Antoine Ganyé (1995-2010)
- François Xavier Ghanbodè Gnonhossou, S.M.A. (2015-)